# Adryelson
Adryelson Shawann Lima Silva (Barão de Grajaú, 23 de marzo de 1998), conocido solo como Adryelson, es un futbolista brasileño. Juega de defensa y su equipo es el Al-Wasl F. C. de la UAE Pro League.

## Trayectoria
Adryelson entró a las inferiores del Sport Recife en 2011. Debutó en el primer equipo el 5 de abril de 2015 ante Santa Cruz por el Campeonato Pernambucano. Aún como juvenil, fue cedido al Palmeiras sub-20 en 2017.
Debutó en el Campeonato Brasileño de Serie A el 5 de octubre de 2018 ante Internacional. Para la temporada 2021-22, fue cedido al Al-Wasl emiratí. Dejó el club en julio de 2022.
El 22 de julio de 2022 fichó por el Botafogo. En año y medio disputó 75 partidos y a inicios de 2024 fue traspasado al Olympique de Lyon a cambio de unos 3.5 millones de euros. En Francia únicamente participó en cuatro encuentros, por lo que en septiembre regresó a Botafogo hasta final de año. En este segundo paso por el club, ayudó a ganar la Copa Libertadores y el Campeonato Brasileño antes de volver a Europa en enero de 2025 para terminar la temporada en el R. S. C. Anderlecht. La siguiente abandonó definitivamente el conjunto francés para jugar en el Al-Wasl F. C. a cambio de 2.2 millones de euros fijos y 0.9 en variables.

## Selección nacional
A nivel juvenil, disputó el Campeonato Sudamericano Sub-17 de 2015 y el Torneo Maurice Revello de 2019.

## Estadísticas

### Clubes
Actualizado al último partido disputado el 12 de abril de 2025.
| Club                          | Div.          | Temporada     | Liga  | Liga  | Estatal | Estatal | Copas nacionales | Copas nacionales | Copas internacionales | Copas internacionales | Total | Total |
| Club                          | Div.          | Temporada     | Part. | Goles | Part.   | Goles   | Part.            | Goles            | Part.                 | Goles                 | Part. | Goles |
| ----------------------------- | ------------- | ------------- | ----- | ----- | ------- | ------- | ---------------- | ---------------- | --------------------- | --------------------- | ----- | ----- |
| Sport Recife · Brasil         | 1.ª           | 2015          | 0     | 0     | 1       | 0       | 0                | 0                | —                     | —                     | 1     | 0     |
| Sport Recife · Brasil         | 1.ª           | 2016          | 0     | 0     | 0       | 0       | 1                | 0                | —                     | —                     | 1     | 0     |
| Sport Recife · Brasil         | 1.ª           | 2017          | 0     | 0     | 2       | 0       | 0                | 0                | 0                     | 0                     | 2     | 0     |
| Sport Recife · Brasil         | 1.ª           | 2018          | 11    | 1     | 0       | 0       | 0                | 0                | —                     | —                     | 11    | 1     |
| Sport Recife · Brasil         | 2.ª           | 2019          | 30    | 0     | 13      | 2       | 1                | 0                | —                     | —                     | 44    | 2     |
| Sport Recife · Brasil         | 1.ª           | 2020          | 36    | 0     | 17      | 0       | 1                | 0                | —                     | —                     | 54    | 0     |
| Sport Recife · Brasil         | 1.ª           | 2021          | 0     | 0     | 15      | 2       | 1                | 0                | —                     | —                     | 16    | 2     |
| Sport Recife · Brasil         | Total club    | Total club    | 77    | 1     | 48      | 4       | 4                | 0                | 0                     | 0                     | 129   | 5     |
| Al-Wasl · EAU                 | 1.ª           | 2021-22       | 20    | 1     | 9       | 1       | —                | —                | —                     | —                     | 29    | 2     |
| Al-Wasl · EAU                 | Total club    | Total club    | 20    | 1     | 9       | 1       | 0                | 0                | 0                     | 0                     | 29    | 2     |
| Botafogo · Brasil             | 1.ª           | 2022          | 17    | 0     | —       | —       | —                | —                | —                     | —                     | 17    | 0     |
| Botafogo · Brasil             | 1.ª           | 2023          | 35    | 1     | 10      | 0       | 5                | 2                | 8                     | 1                     | 58    | 4     |
| Olympique de Lyon Francia     | 1.ª           | 2023-24       | 2     | 0     | —       | —       | 1                | 0                | —                     | —                     | 3     | 0     |
| Olympique de Lyon Francia     | 1.ª           | 2024-25       | 1     | 0     | —       | —       | —                | —                | —                     | —                     | 1     | 0     |
| Olympique de Lyon Francia     | Total club    | Total club    | 3     | 0     | 0       | 0       | 1                | 0                | 0                     | 0                     | 4     | 0     |
| Botafogo · Brasil             | 1.ª           | 2024          | 7     | 1     | —       | —       | —                | —                | 4                     | 0                     | 11    | 1     |
| Botafogo · Brasil             | Total club    | Total club    | 59    | 2     | 10      | 0       | 5                | 2                | 12                    | 1                     | 86    | 5     |
| R. S. C. Anderlecht · Bélgica | 1.ª           | 2024-25       | 10    | 1     | —       | —       | 2                | 0                | 2                     | 0                     | 14    | 1     |
| R. S. C. Anderlecht · Bélgica | Total club    | Total club    | 10    | 1     | 0       | 0       | 2                | 0                | 2                     | 0                     | 14    | 1     |
| Al-Wasl F. C. · EAU           | 1.ª           | 2025-26       | 0     | 0     | —       | —       | 0                | 0                | 0                     | 0                     | 0     | 0     |
| Al-Wasl F. C. · EAU           | Total club    | Total club    | 0     | 0     | 0       | 0       | 0                | 0                | 0                     | 0                     | 0     | 0     |
| Total carrera                 | Total carrera | Total carrera | 169   | 5     | 67      | 5       | 12               | 2                | 14                    | 1                     | 262   | 13    |

## Palmarés

### Títulos estatales
| Título                  | Club         | Estado     | Año  |
| ----------------------- | ------------ | ---------- | ---- |
| Campeonato Pernambucano | Sport Recife | Pernambuco | 2017 |
| Campeonato Pernambucano | Sport Recife | Pernambuco | 2019 |

### Títulos nacionales
| Título               | Club           | País   | Año  |
| -------------------- | -------------- | ------ | ---- |
| Campeonato Brasileño | Botafogo F. R. | Brasil | 2024 |

### Títulos internacionales
| Título                         | Equipo                     | Sede         | Año  |
| ------------------------------ | -------------------------- | ------------ | ---- |
| Campeonato Sudamericano Sub-17 | Selección sub-17 de Brasil | Paraguay     | 2015 |
| Copa Libertadores de América   | Botafogo F. R.             | Buenos Aires | 2024 |

### Distinciones individuales
| Distinción                                                         | Año  |
| ------------------------------------------------------------------ | ---- |
| Bola de Plata del equipo ideal del Campeonato Brasileño de Serie A | 2023 |